# رومنة السامية

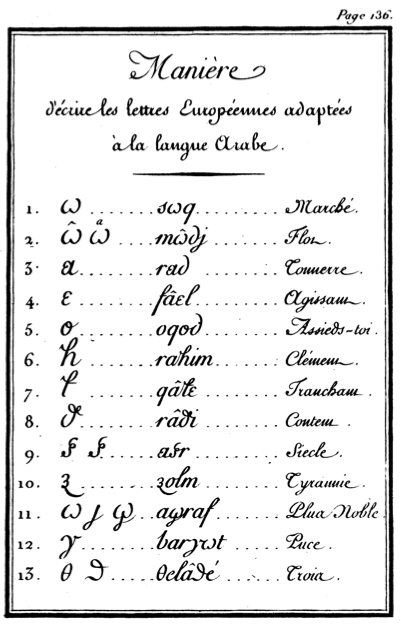
اقتراح تعديل رومنة اللغة العربية من عام 1795 بواسطة فولني

رومنة السامية ويقصد بها كتابة اللغات السامية باستعمال الأحرف اللاتينية.

## أنظمة النسخ
ظهرت مجموعة من الأنظمة الدولية والإقليمية التي اهتمت بكتابة اللغات السامية بحروف لاتينية:
- رومنة العربية
  - أيزو 233
  - DIN 31635
- رومنة العبرية
  - أيزو 259